# Aeroportul São Carlos
Aeroportul São Carlos (IATA: QSC, ICAO: SDSC) este un aeroport din São Paulo, Brazilia ce deservește zona São Carlos. Aeroportul a fost tranzitat în 2021 de 0 pasageri. A fost numit după zona deservită.
Situat la o altitudine de 807 m, aeroportul dispune de 1 pistă. Este operat de DAESP⁠(d).

## Infrastructură

### Piste
Aeroportul dispune de o singură pistă. Pista 2/20 are suprafața de asfalt și dimensiunile 1.460 m × 30 m. 